# Medvigy Ferenc
Medvigy Ferenc (ukránul: Ференц (Федір) Йожефович Медвідь, Ferenc (Fedir) Jozsefovics Medvigy), lengyelül: Fedir Medwid´, oroszul: Ференц (Фёдор) Йожефович Медвидь, Ferenc (Fjodor) Jozsefovics Medvigy), angolul: Fedir Medvid) Újdávidháza, Bereg vármegye, Magyarország (jelenleg Ukrajnához tartozik), 1943. január 5. - Kijev, Ukrajna, 1997. november 8.) magyarországi ruszin származású ukrán és szovjet válogatott jobb oldali hátvéd és középpályás labdarúgó, labdarúgóedző és sportvezető. Szovjet sportmester (1964) és Kárpátalja első nemzetközi sportmestereinek egyike (1966).

## Pályafutása

### Játékosként
A Munkácstól nyugatra fekvő Újdávidháza községben született, de általános iskolai tanulmányait már Ungvárott folytatta, ahol elkezdődött a felfelé ívelő labdarúgó-pályafutása. 1957-ben őt meghívták a szovjet labdarúgó-bajnokság 2. osztályában szereplő Szpartak Uzhgorod ificsapatába, amelyben csatárként játszott. Első edzője a kijevi Dinamo egykori játékosa, Gazsó László volt, aki gyorsan felfigyelt a fiatal tehetség nem mindennapi teherbírására és ajánlotta a klub vezetői figyelmébe. Ily módon Ferenc 17 éves korában bekerült Kárpátalja legjobb csapatának a felnőttkeretébe. Ott első profi-edzője Mihalina Mihály volt, aki ellentétben az ifjú játékos elképzeléseivel nem a támadósorba állította őt, hanem kiváló védekező játékost nevelt belőle. 1962-ben Medvigy Ferencet leszerződtette a kijevi Dinamo, amely klubot tíz éven keresztül erősítette és 1970-ben a csapat kapitányává is megválasztották. Erőteljes ütköző és labdaszerző, rendkívüli fizikumú labdarúgó volt, aki úgy ragadott rá az ellenfeleire, mint egy vasmacska. A Szovjet labdarúgó-bajnokság első osztályában összesen 243 hivatalos mérkőzésen vett részt és 19 gólt szerzett a Dinamo Kijev játékosaként. A kijevi évei alatt négyszer bajnok és háromszor ezüstérmes lett a szovjet bajnokságban, és a csapat az ő hathatós részvételével kétszer is megszerezte a szovjet kupát. 1966-ban őt felvették a 33 legjobb szovjet labdarúgó listájára (1. számú lista) és még ugyanabban az évben sikerült elnyernie a hatodik helyet „Az év labdarúgója Ukrajnában” kitüntető címért folyó versengésben. 1966 és 1968 között hat hivatalos és egy nem hivatalos mérkőzésen játszott a szovjet válogatottban, és két gólt szerzett. A profi-labdarúgás befejezése után visszatért Ungvárra, ahol az aktív labdarúgást befejezte.

### Edzőként
Még játékos korában elvégezte a Kijevi Testnevelési Főiskolát és egy ideig edzette a kijevi Dinamo gyermek- és ificsapatait. 1973-ban őt felkérték a csernovici «Bukovina» irányítására, de ő két év múlva visszatért a kijevi sportiskolába, ahol majdhogy húsz éven keresztül a fiatal labdarúgók felkészítésévél foglalkozott. Később Medvigy Ferenc az Ukrajna U-19 labdarúgó-válogatott csapatának a vezetőedzője volt (1994-1995), az utolsó munkahelyén pedig, egészen a haláláig az Ukrán labdarúgó profiliga ügyvezető teendőit látta el eredményesen. Nyughelye a kijevi városi «Berkivci» temetőben található (24. sz. parcella).

## Sikerei, díjai
Ukrajna
- ’’Az év labdarúgója Ukrajnában’’
  - (6. hely): 1966
  - (7. hely): 1967
  - (12. hely): 1968
  - (17. hely): 1969
  - (23. hely): 1970

Szovjetunió
- Szovjet labdarúgó-bajnokság (első osztály)
  - bajnok (4): 1966, 1967, 1968, 1971
  - ezüstérmes (3): 1965, 1969, 1972
- ’’Szovjet sportmesteri cím’’: 1964
- ’’Szovjet nemzetközi sportmesteri cím’’: 1966
- ’’33 legjobb szovjet labdarúgó listája’’ 
  - 1. számú lista: 1966
  - 3. számú lista: 1967
- Szovjet kupa
  - győztes (2): 1964, 1966

## Statisztika

### Mérkőzései a szovjet válogatottban
| Szovjetunió | Szovjetunió       | Szovjetunió                     | Szovjetunió   | Szovjetunió | Szovjetunió | Szovjetunió | Szovjetunió | Szovjetunió |
| #           | Dátum             | Helyszín                        | Hazai         | Eredmény    | Vendég      | Kiírás      | Gólok       | Esemény     |
| ----------- | ----------------- | ------------------------------- | ------------- | ----------- | ----------- | ----------- | ----------- | ----------- |
| 1.          | 1966. október 23. | Moszkva, Központi Lenin Stadion | Szovjetunió   | 2 – 2       | NDK         | barátságos  | -           |             |
| 2.          | 1967. május 10.   | Glasgow, Hampden Park           | Skócia        | 0 – 2       | Szovjetunió | barátságos  | 1           | 41'         |
| 3.          | 1967. május 28.   | Leningrád                       | Szovjetunió   | 2 – 0       | Mexikó      | barátságos  | -           |             |
| 4.          | 1967. június 3.   | Párizs, Parc des Princes        | Franciaország | 2 – 4       | Szovjetunió | barátságos  | -           |             |
| 5.          | 1968. március 7.  | León                            | Mexikó        | 1 – 1       | Szovjetunió | barátságos  | -           |             |
| 6.          | 1968. március 10. | Mexikóváros                     | Mexikó        | 0 – 0       | Szovjetunió | barátságos  | -           |             |
|             | Összesen          |                                 |               | 6           | mérkőzés    |             | 1           | gól         |

## Ajánlott irodalom
- Fedák László. Kárpátalja a sporteredmények tükrében (52., 53., 57., 117. és 137. oldal). Ungvár: Karpati (1994) (ukránul)
- Krajnyanica Péter. A kárpátaljai labdarúgás története (93.és 96. oldal). Ungvár: Karpati (2004) (ukránul)
- Mihalina László. Otthon minden kő megsegít... (98., 102., 103. és 105. oldal). Vác: Kucsák Könyvkötészet és Nyomda (2011)

## Fordítás
- Ez a szócikk részben vagy egészben  a(z)   Медвідь Федір Йожефович című ukrán Wikipédia-szócikk ezen változatának fordításán alapul.  Az eredeti cikk szerkesztőit annak laptörténete sorolja fel. Ez a jelzés csupán a megfogalmazás eredetét és a szerzői jogokat jelzi, nem szolgál a cikkben szereplő információk forrásmegjelöléseként.